# Herefordshire
Ne doit pas être confondu avec Hertfordshire.
Le Herefordshire /ˈhɛɹɪfədʃə(ɹ)/ est un comté traditionnel d'Angleterre. Il est situé dans les Midlands de l'Ouest, à la frontière du pays de Galles. Il doit son nom à son chef-lieu, la ville de Hereford. Administrativement, il constitue depuis 1998 une autorité unitaire.

## Géographie
Le comté est entouré par le Shropshire au nord, le Worcestershire à l'est, le Gloucestershire au sud et le pays de Galles à l'ouest. Il est traversé par la Wye, l'une des plus longues rivières de Grande-Bretagne.

## Histoire
Dans l'Antiquité, le sud du Herefordshire fait partie du territoire occupé par les Dobunni. Après la conquête romaine, la ville de Magnis se développe non loin de l'actuel village de Kenchester.
Le nom du comté vient de sa ville principale et capitale, Hereford, qui signifie « Gué d'armée » en vieil anglais
De 1974 à 1998, le Herefordshire est réuni au Worcestershire au sein du comté de Hereford and Worcester (en).

## Villes et cités
- Bromyard
- Hereford
- Kingsland
- Ledbury
- Leominster
- Ross-on-Wye
- Wigmore
- Yarpole

## Politique
Depuis 2010, le Herefordshire comprend deux circonscriptions électorales :
| Nom | Nom                              | Nombre d'électeurs (2010) | Député                            |
| --- | -------------------------------- | ------------------------- | --------------------------------- |
|     | Hereford and South Herefordshire | 71 352                    | Jesse Norman (Parti conservateur) |
|     | North Herefordshire              | 66 711                    | Bill Wiggin (Parti conservateur)  |

## Galerie

Grange Court, à Leominster.
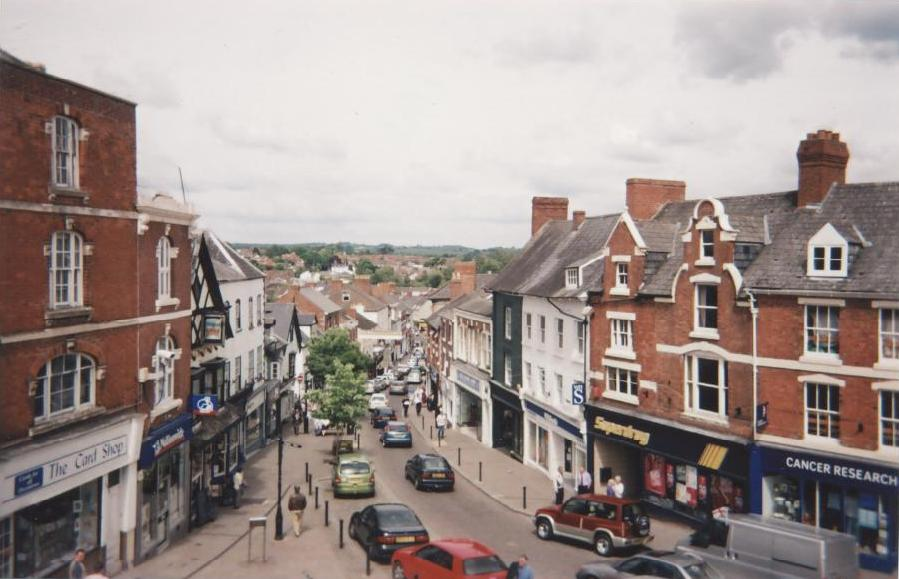
Centre-ville de Ross-on-Wye.
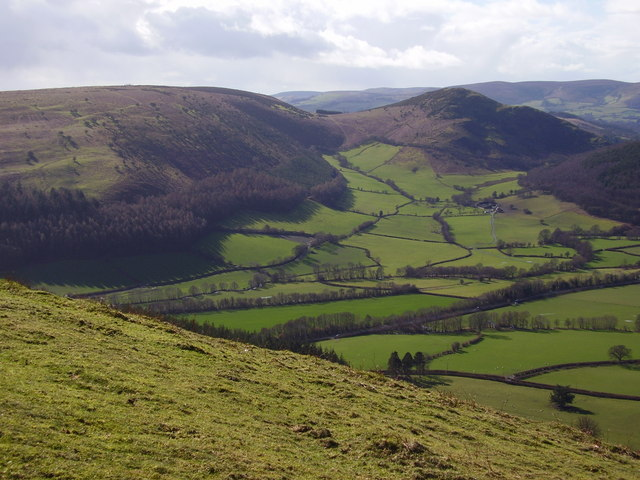
Vue de Hanter Hill et de Hergest Ridge depuis Bradnor Hill.
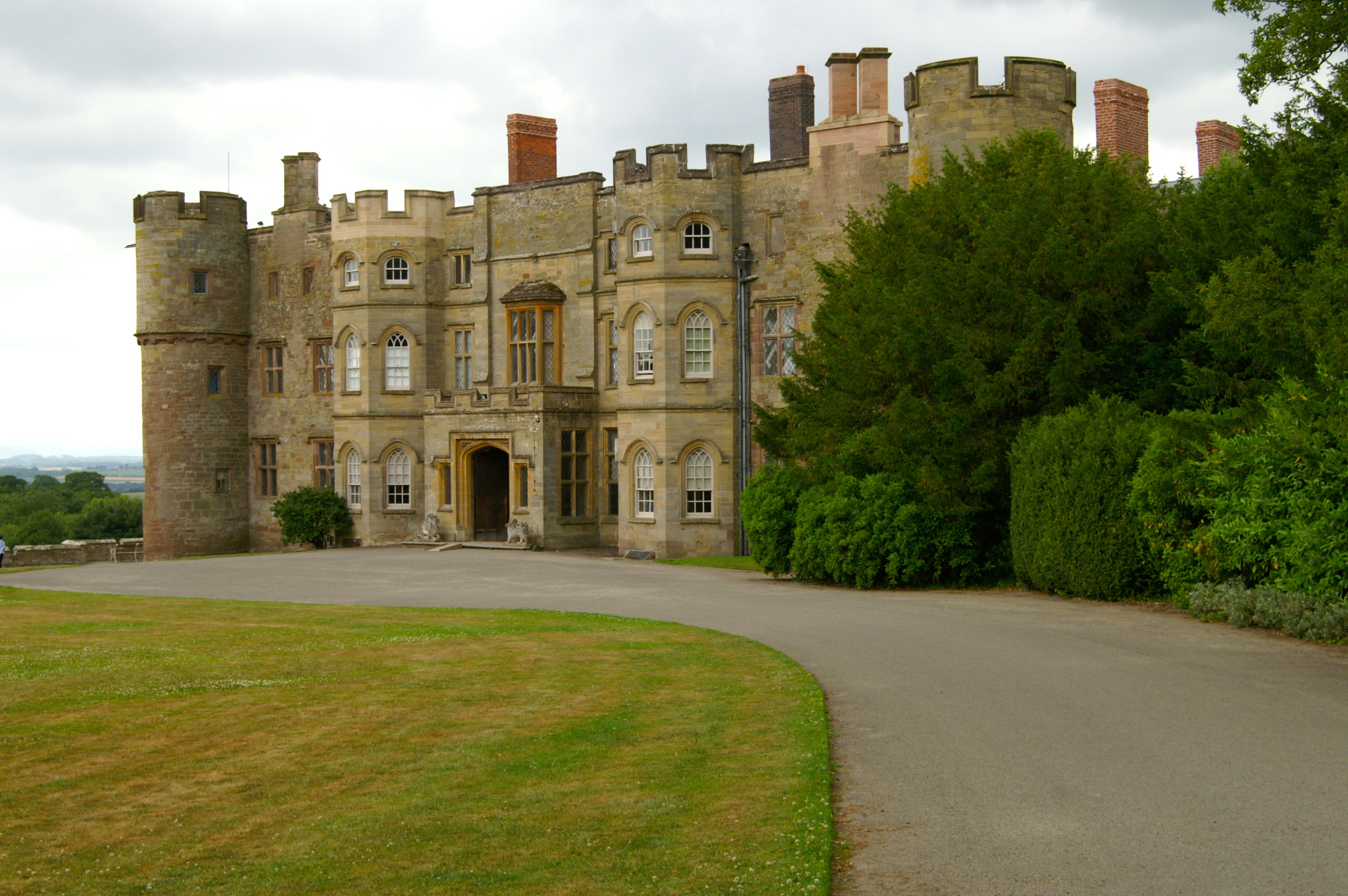
Château de Croft, à Yarpole.
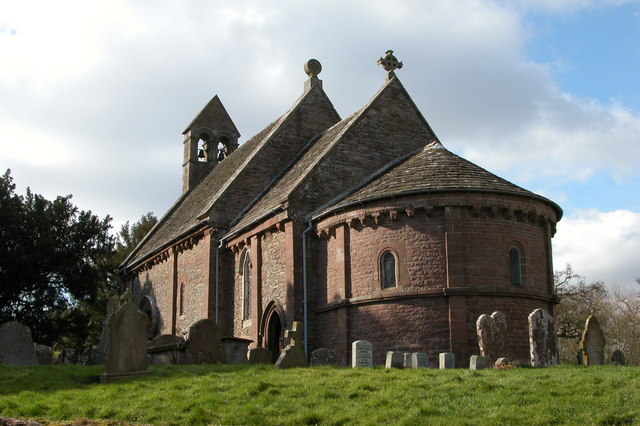
Église de Sainte-Marie et Saint-David à Kilpeck, construite au XIIe siècle.